# Cirkulationspåse

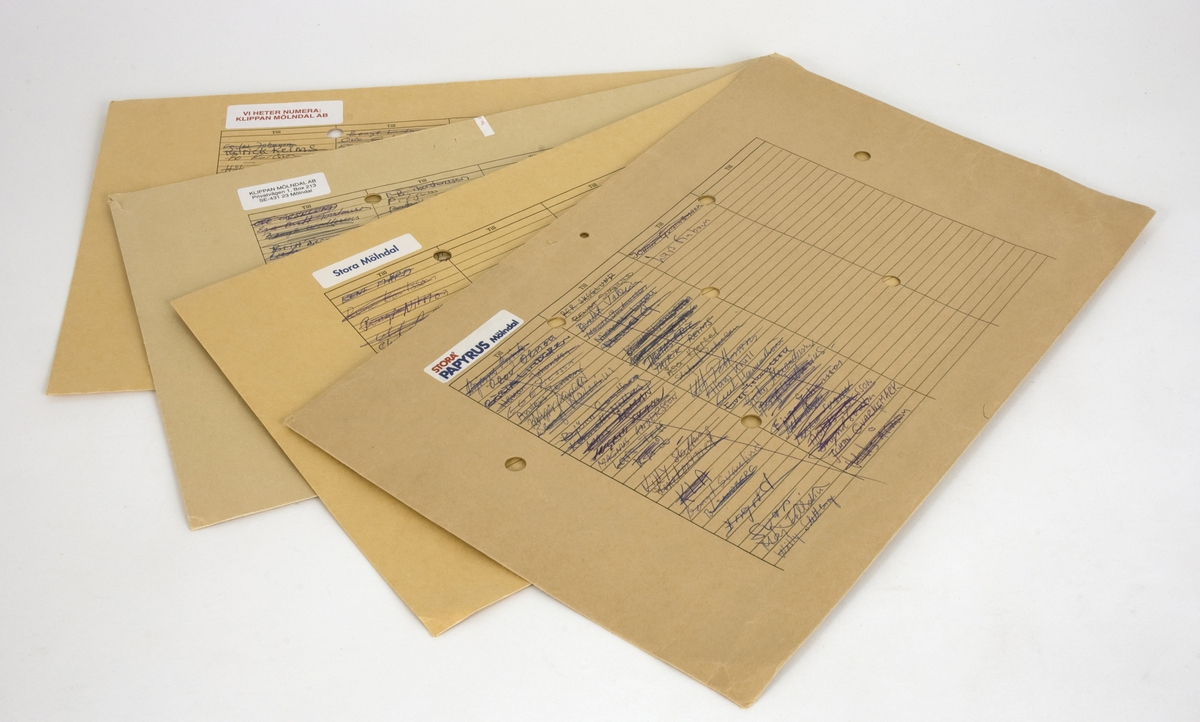
Cirkulationspåsar, bruna, stora kuvert, som använts för internpost på Papyrus i Mölndal.

En cirkulationspåse eller internkuvert är ett idag sällan förekommande medel för att skicka internpost.
Cirkulationspåsar är typiskt är bruna och gjorda för att frakta A4-dokument. I övre vänstra hörnet står det "Använd sidan 1 helt innan du börjar med sidan 2. Stryk uppgift om föregående mottagare. Förslut inte med klammer eller tejp." följt av CIRKULATIONSPÅSE med fetstilta bokstäver och större typsnitt än föregående text. Efter detta finnes en siffra, i ännu större text, tryckt som visar vilken sida det är.
Under detta finns en tabell med minst två kolumner och rader som täcker sidan ned i vilken avsändaren skall fylla i avdelning, rumsnummer samt namn till den man önskar skicka innehållet. Längst ned till vänster står det ofta "Du har väl inte lämnat något kvar i påsen?".
Efter att information om mottagaren skrivits på påsen brukade denna läggas i postvagnen vars postansvarige såg till att påsen nådde mottagaren. Nästa gång påsen skulle användas ströks namnet på föregående mottagare och ett nytt fylldes i på nästa rad. Då påsens tabell var fylld vände man sida.